# InVesalius
InVesalius est un logiciel médical gratuit utilisé pour générer des reconstructions virtuelles des structures dans le corps humain. 

## Fonctionnement
Basé sur des images à deux dimensions, acquis à l'aide de la tomodensitométrie ou l'imagerie par résonance magnétique, le logiciel génère des modèles virtuels en trois dimensions correspondant à des parties anatomiques du corps humain. Le logiciel permet la génération de fichiers STL. Ces fichiers peuvent être utilisés pour le prototypage rapide.
InVesalius été développé à la CTI (Centre des Technologies de l'Information Renato Archer), et est disponible gratuitement sur la page d'accueil du portail Software Público Brasileiro. Le logiciel licence CC-GPL 2. Il est disponible en anglais, portugais Brésilien, italien, français, espagnol, Chinois, allemand, tchèque, grec et le Catalan.
InVesalius a été développé en Python et fonctionne sous Linux, Windows et Mac OS X. Il utilise également les bibliothèques graphiques VTK, wxPython, Numpy, Scipy et GDCM.

## Nom
Le nom du logiciel est un hommage au médecin Belge André Vésale (1514-1564), considéré comme le "père de l'anatomie moderne".
Développé depuis 2001 à la demande des hôpitaux brésiliens publics, InVesalius a été développé pour promouvoir l'inclusion sociale des personnes souffrant de graves malformations faciales. Depuis lors, cependant, il a été employé dans divers domaines de recherche de la dentisterie, de la médecine, de la médecine vétérinaire, la paléontologie et l'anthropologie. InVesalius est utilisé dans les hôpitaux et cliniques publiques et privées.